# Teodora (moglie di Romano I)
Teodora (in greco antico: Θεοδώρα?; ... – Costantinopoli, 20 febbraio 922) è stata un'imperatrice bizantina.

## Biografia
Le origini di Teodora non sono conosciute. Suo marito, Romano I Lecapeno, era originariamente un drungarios della flotta, prima di diventare reggente de facto dell'impero bizantino e farsi nominare basileopatore dopo il matrimonio della primogenita Elena Lecapena, avuta da Teodora, con il legittimo imperatore Costantino VII Porfirogenito, allora quattordicenne, nel maggio 919. Con il suddetto matrimonio, Teodora divenne suocera dell'imperatore e moglie del reggente e quando il marito, il 17 dicembre 920, si fece incoronare co-imperatore nella basilica di Santa Sofia, essa divenne imperatrice.
Nel gennaio del 921 Teodora fu proclamata Augusta dell'Impero romano d'Oriente e mantenne tale titolo fino alla morte, avvenuta poco più di un anno dopo. È particolare notare come Teodora succedette alla figlia Elena Lecapena come imperatrice più importante, in quanto moglie del co-imperatore più anziano, e come, alla sua morte, essa fu succeduta dalla stessa Elena.
Teodora fu la prima persona della famiglia reale a essere tumulata nel Myrelaion, una chiesa ortodossa bizantina fatta appositamente costruire da Romano I come luogo di sepoltura della sua famiglia che sarà poi, attorno al 1500, convertita in moschea dagli Ottomani.

## Status di moglie
Nelle principali fonti storiche, Teodora è menzionata come prima e unica moglie di Romano I ed è tradizionalmente considerata come madre di tutti i figli legittimi dell'imperatore. Tuttavia, in tempi recenti è stata sollevata l'ipotesi che essa fosse in realtà una seconda moglie.

Nelle sue cronache, Simeone Metafraste, uno scrittore bizantino del X secolo, infatti identifica un certo Niketas come suocero di Romano I, il che farebbe supporre che tale Niketas fosse il padre di Teodora. Tuttavia, è noto da altre cronache che Niketas fu padre di Sofia, moglie di Cristoforo Lecapeno, il maggiore dei figli di Romano I e co-imperatore dal 921 al 931, e quindi solitamente gli storici tendono a considerare l'affermazione di Simeone come un errore dello scrittore. Tuttavia, nella sua opera del 1975, "Familles Byzantines", Jean-François Vannier sostiene la correttezza di quanto scritto da Simeone, affermando quindi che padre e figlio avrebbero sposato due figlie di Niketas. Ciò, ovviamente, renderebbe impossibile il fatto che Teodora fosse madre di Cristoforo, il quale non avrebbe potuto sposare una sorella della madre, e porterebbe alla conclusione che Cristoforo fosse figlio di un precedente matrimonio di Romano I.

## Figli
Teodora ebbe sei figli da Romano I:
- Cristoforo Lecapeno, co-imperatore dal 921 al 931, sposò l'Augusta Sofia e fu padre di Irene Lecapena, che sposò Pietro I di Bulgaria; il figlio di Cristoforo, Michele Lecapeno, potrebbe essere stato associato al trono come co-imperatore da suo nonno.
- Stefano Lecapeno, co-imperatore dal 924 al 945, morto nel 963.
- Costantino Lecapeno, co-imperatore dal 924 al 945, morto nel 946.
- Teofilatto Lecapeno, patriarca ecumenico di Costantinopoli dal 933 al 956.
- Elena Lecapena, moglie dell'imperatore Costantino VII Porfirogenito.
- Agata Lecapena, moglie dell'aristocratico bizantino Romano Argiro e nonna dell'imperatore Romano III Argiro.